# Méthodologie audio-orale
 (octobre 2024).
Si vous disposez d'ouvrages ou d'articles de référence ou si vous connaissez des sites web de qualité traitant du thème abordé ici, merci de compléter l'article en donnant les références utiles à sa vérifiabilité et en les liant à la section « Notes et références ».
La méthodologie audio-orale, méthodologie militaire, ou MAO, est une méthode utilisée dans l'apprentissage d'une langue étrangère.  
Elle est basée sur la théorie du comportementalisme, démontrant que certains traits des êtres vivants, dans le cas suivant des êtres humains, peuvent être entraînés grâce à un système de renforcement. L'utilisation positive d'une capacité est récompensée, alors qu'une mauvaise utilisation d'une capacité entraîne un retour négatif.

## Similarités avec la méthode directe
Cette approche de l'enseignement du langage est similaire à une précédente méthode appelée la méthode directe (en). Tout comme la méthode directe, la méthode audio-orale suggère un apprentissage direct de la langue cible, c'est-à-dire sans recours à la langue maternelle, afin que les étudiants puissent assimiler le vocabulaire ou la grammaire propre à celle-ci. Mais contrairement à la méthode directe, la méthode audio-orale ne se limitait pas à l'apprentissage du vocabulaire. L’enseignant entraînait les étudiants de préférence à l'utilisation de la grammaire.

## Application
La méthode audio-orale est appliquée à l'instruction d'une langue étrangère, souvent dans le contexte de laboratoire de langues, ce qui signifie que l'instructeur présentait un modèle de phrase correcte que les étudiants devaient répéter. L'enseignant poursuivait par la présentation de mots nouveaux à utiliser dans une même structure de phrase. En audio-orale, il n'y a pas d'explication concernant la grammaire — tout est simplement mémorisé tel quel. L'idée consiste à faire en sorte que les étudiants se réfèrent une construction particulière afin d'aboutir à une utilisation spontanée. Les leçons sont donc élaborées autour d'exercices de répétition continu, les étudiants n'ont alors que très peu, voire aucun contrôle de leurs résultats. L'enseignant demande une réponse précise et ne laisse passer aucune erreur de la part des étudiants. Ce type d'activité dans l'apprentissage des langues est en opposition directe à l'enseignement communicatif des langues.

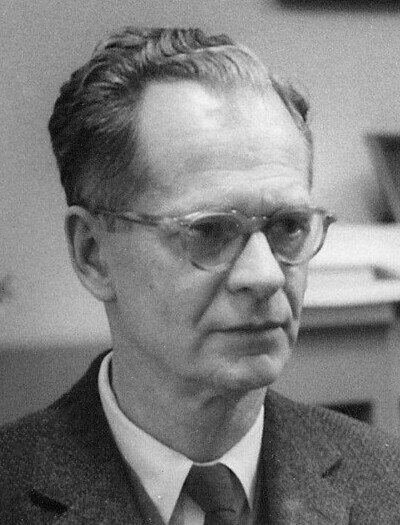
Burrhus Frederic Skinner vers 1950.

Charles C. Fries (directeur de l'institut de la langue anglaise à l'Université du Michigan) fût, parmi ses confrères aux États-Unis, le premier à croire que l'apprentissage de la structure ou de la grammaire d'une langue était le point de départ des étudiants. En d'autres termes, c'était aux étudiants de réciter oralement les modèles et les structures grammaticales de phrases simples. On fournissait aux étudiants « suffisamment de vocabulaire pour rendre de tels exercices possibles ». Fries a plus tard inclus certains principes du comportementalisme, tels ceux développés dans la méthode de Burrhus Frederic Skinner.
Les exercices et les pratiques types sont propres à la méthode audio-orale. Ils prennent en compte :
- Les répétitions : l'étudiant répète l'énonciation qu'il entend ;
- Les flexions : le mot d'une phrase apparaît dans une autre sous une autre forme lorsqu'il est répété ;
- Les remplacements : lorsqu'un mot est remplacé par un autre ;
- Les reformulations : l'étudiant reformule une énonciation.

Exemples :
- Flexion

Enseignant : j'ai mangé le sandwich ; étudiants : j’ai mangé les sandwiches
- Remplacement

Enseignant : il a acheté la voiture à moitié prix ; étudiants : il l'a achetée à moitié prix.
- Reformulation

Enseignant : Dites-moi de ne pas fumer autant ; étudiants : Ne fume pas autant !
Les exemples suivants illustrent la façon dans laquelle plusieurs exercices peuvent être mis en pratique lors d'une session d’entraînement :
- Enseignant : il y a une tasse sur la table… répétez ; étudiants : il y a une tasse sur la table.
- Enseignant : cuillère ; étudiants : il y a une cuillère sur la table.
- Enseignant : livre ; étudiants : il y a un livre sur la table.
- Enseignant : sur la chaise ; étudiants : il y a un livre sur la chaise.

Les leçons en classe se focalisent sur l'imitation correcte de l'enseignant. On n'attend pas seulement une réponse correcte de la part des étudiants, mais également une prononciation irréprochable. Bien que l'on s'attende à une grammaire correcte, aucune explication n'est donnée. Pour finir, seule la langue cible est utilisée dans la salle de classe.

## Histoire

### Origines
La méthode audio-orale est le produit de trois circonstances historiques. Côté langage, l’audio-orale trouve son point de départ dans les travaux de linguistes américains tel Leonard Bloomfield. La principale préoccupation des linguistes américains au début du XXe siècle fût la documentation des langues indigènes parlées aux États-Unis. Cependant, à cause du manque d’enseignants natifs pouvant délivrer une description théorique de leurs langues d’origines, les linguistes devaient s’appuyer sur l’observation. C’est pour la même raison que l’on développa une attention particulière au langage oral. De plus, les psychologues comportementalistes tel que Burrhus Frederic Skinner étaient formés sur le principe que tout comportement (y compris le langage) était assimilé par un phénomène de répétition et de renforcement positif ou négatif. Le troisième facteur responsable de la création de la méthode audio-orale fût l’apparition de la Seconde Guerre mondiale, qui créa un réel besoin de militaires américains dans le monde entier. 
Il était donc nécessaire de fournir à ces soldats des compétences de communication verbale de base. La nouvelle méthode était, sans surprise, fondée sur les méthodes scientifiques de l'époque, c'est-à-dire l'observation et la répétition, qui convenaient admirablement bien pour l'apprentissage « en masse ». C'est à cause de l'influence miliaire que les premières formes de l'audio-orale furent appelées « méthodologie militaire ».

### Perte de popularité
À la fin des années 1950, les soutiens théoriques de la méthode sont mis en doute par des linguistes comme Noam Chomsky, qui pointe les limites du structuralisme linguistique. Chomsky remet également en question l'intérêt de la psychologie comportementaliste en matière d'apprentissage de langues dans sa critique du Verbal Behavior de Burrhus Frederic Skinner en 1959. La méthode audio-orale est ainsi privée de sa crédibilité scientifique, et ce n'est qu'une question de temps avant que l'efficacité de la méthode elle-même ne soit remise en question.
En 1964, Wilga Rivers critique la méthodologie dans son livre The Psychologist and the Foreign Language Teacher. Les recherches ultérieures inspirées par ce livre produisent des résultats démontrant de façon explicite que l'instruction de la grammaire dans la langue maternelle des étudiants est plus productive. Ces développements, additionnés à l'émergence de la pédagogie humaniste, a engendré un rapide déclin de la popularité de l'audio-orale.
Les études du linguiste Philip Smith de 1965-1969, nommées « Pennsylvania Project », prouvèrent que méthode audio-orale était moins efficace qu’une approche cognitive plus traditionnelle impliquant la langue maternelle de l’étudiant.

### De nos jours
Bien que cette méthode ait été discréditée en 1970, elle continue d'être utilisée de nos jours, non pas en tant que base pour des enseignements linguistiques, mais plutôt lors de cours individuels. Comme elle continue à être utilisée, elle continue également à être critiquée, comme le dit Jeremy Harmer : « La méthodologie audio-orale semble bannir toutes sortes de traitements du langage aidant les étudiants à trier des informations dans leurs propres esprits ». Ce type d’enseignement étant très centré autour de l’enseignant, c’est une méthodologie très populaire auprès des étudiants et des professeurs. Le succès de cette méthode est dû à plusieurs raisons. Mais l’une des plus importantes d’entre elles demeure la restriction des échanges : les deux parties savent à quoi s’attendre. Certaines approches hybrides ont été développées comme on peut le voir dans le manuel Japanese: The Spoken Language (1987–1990), qui utilise de nombreuses répétitions et exercices, mais qui les complète avec des explications grammaticales détaillées en anglais.
Butzkamm & Caldwell ont essayé de relancer la pratique du modèle traditionnel sous forme d'exercices semi-communicatifs bilingues. Pour eux, les bases théoriques et la justification suffisante des modèles d'exercices se réfèrent au système génératif, c’est-à-dire à la capacité humaine de générer un nombre infini de phrases à partir d’une compétence grammaticale limitée.

## Dans la culture populaire
Le fait que la méthode audio-orale continue de se manifester dans les salles de classe se reflète dans la culture populaire. Les films dépeignent souvent l'un des aspects les plus connus de l'audio-oral : l'exercice de répétition. 
- Dans la série South Park Épisode #172, Eric Cartman applique l'exercice de répétition lorsqu'il donne cours à une classe de lycéens.
- Dans le film Mad Max : Au-delà du dôme du tonnerre, un enregistrement français apprend à deux enfants à « répéter » de courtes phrases en français puis en anglais.
- Dans la série Pushing Daisies, Charlotte est devenue experte dans le maniement des langues grâce à la méthode audio-orale

## Exemples de méthodes audio-orales
Les méthodes énumérées ci-dessous sont orales. Certaines entreprises, offrant une gamme plus étendue, peuvent également proposer des méthodes essentiellement orales.
- Language Transfer (méthode entièrement gratuite)
- Méthode de Michel Thomas
- Méthode de Paul Noble
- Méthode de Paul Pimsleur